# بيل ماك (موسيقي)
بيل ماك (بالإنجليزية: Bill Mack)‏ هو موسيقي ومغني أمريكي، ولد في 4 يونيو 1932 في شامروك تكساس في الولايات المتحدة.

## وصلات خارجية
- بيل ماك على موقع IMDb (الإنجليزية)
- بيل ماك على موقع ميوزك برينز (الإنجليزية)
- بيل ماك على موقع ديسكوغز (الإنجليزية)